# Waterford Regional Sports Centre
Il  Waterford Regional Sports Centre è uno stadio irlandese, situato a Waterford, capoluogo dell'omonima contea. È l'impianto casalingo del Waterford Football Club, squadra di calcio, che milita nella League of Ireland Premier Division e degli Waterford Wolves, squadra di football americano. Seppure il nome sia usato per identificare lo stadio, in realtà il Regional Sports Centre è un comprensorio che consta di un campo da 18 buche per il Pitch & Putt, campi da calcio e da tennis oltre che una palestra ed uno skate point. Lo stadio in sé prevede due tribune. La prima è chiamata Cork Road West Stand, ha una capienza di 1.275 posti a sedere e fu aperta nel maggio 1996. La seconda, chiamata Kilbarry East Stand, prevede 1.760 posti a sedere e fu aperta nel maggio 2008. Ci sono progetti relativi ad un ampliamento dell'impianto per fargli raggiungere una capienza complessiva di 5.000 posti, completamente a sedere.
Attorno al campo si trova una pista d'atletica completamente impermeabile ed adatta ad ogni condizione meteorologica.
Nel settembre 2009 si tenne su questo campo la finale della League of Ireland Cup tra i Bohemians e la franchigia locale. I primi vinsero per 3-1.
La Nazionale di calcio dell'Irlanda U-23 sfidò qui i propri coetanei inglesi nel maggio 2010.